# Ершичский район
Ершичский район — административно-территориальная единица (район) и муниципальное образование (муниципальный район) в южной части Смоленской области России.
Административный центр — село Ершичи, расположенное в 140 км к югу от Смоленска.

## География
Расположен район на крайнем юге Смоленской области. Площадь территории — 1039 км². Граничит с Шумячским районом на северо-западе, Рославльским районом на северо-востоке, Брянской областью на юге и востоке и Республикой Беларусь на западе. На территории района находится самая южная точка области (5 км южнее деревни Петровка Руханского сельского поселения).

## История
Создан в 1929 году на территории части Рославльского уезда Смоленской губернии. Расформирован в 1932 году, территория передана Рославльскому и Клетнянскому районам. Вновь организован в 1935 году. В 1963 году присоединен к Шумячскому району. В существующем виде окончательно создан в 1972 году.

## Население
| 1941   | 1943    | 1989    | 2002  | 2009  | 2010  | 2011  | 2012  | 2013  | 2014  |
| ------ | ------- | ------- | ----- | ----- | ----- | ----- | ----- | ----- | ----- |
| 33 780 | ↘21 868 | ↘11 600 | ↘8859 | ↘7779 | ↘7165 | ↘7071 | ↘6954 | ↘6764 | ↘6610 |
| 2015   | 2016    | 2017    | 2018  | 2019  | 2020  | 2021  | 2024  |       |       |
| ↘6444  | ↘6283   | ↘6113   | ↘5948 | ↘5810 | ↘5696 | ↘5357 | ↘5052 |       |       |

### Национальный состав
По итогам переписи населения 2020 года проживали следующие национальности (национальности менее 0,1 % и другое, см. в сноске к строке «Другие»):
| Национальность | Численность, чел. | Доля     |
| -------------- | ----------------- | -------- |
| Русские        | 5029              | 93,88 %  |
| Белорусы       | 78                | 1,46 %   |
| Украинцы       | 40                | 0,75 %   |
| Армяне         | 36                | 0,67 %   |
| Узбеки         | 13                | 0,24 %   |
| Молдаване      | 13                | 0,24 %   |
| Азербайджанцы  | 11                | 0,21 %   |
| Таджики        | 6                 | 0,11 %   |
| Другие         | 131               | 2,44 %   |
| Итого          | 5357              | 100,00 % |

## Муниципально-территориальное устройство
В муниципальный район входят 4 муниципальных образования со статусом сельских поселений.
| № | Муниципальное образование      | Административный центр | Количество населённых пунктов | Население (чел.) | Площадь (км²) |
| - | ------------------------------ | ---------------------- | ----------------------------- | ---------------- | ------------- |
| 1 | Воргинское сельское поселение  | село Ворга             | 1                             | ↘773             |               |
| 2 | Ершичское сельское поселение   | село Ершичи            | 13                            | ↘3093            |               |
| 3 | Кузьмичское сельское поселение | деревня Карповка       | 40                            | ↘668             |               |
| 4 | Руханское сельское поселение   | деревня Егоровка       | 25                            | ↘823             |               |

Первоначально Законом Смоленской области от 2 декабря 2004 года было создано 9 муниципальных образований со статусом сельских поселений. Законом Смоленской области от 25 мая 2017 года, были упразднены 5 сельских поселений: Беседковское, Сеннянское и Поселковское (включены в Кузьмичское сельское поселение с административным центром в деревне Карповка), а также Егоровское и Сукромлянское сельские поселения (включены в Руханское сельское поселение с административным центром в деревне Егоровка).
| Муниципальное образование 2005—2017 гг. | Население (тыс. чел.) | Площадь (км²) | Административный центр |
| --------------------------------------- | --------------------- | ------------- | ---------------------- |
| Ершичское сельское поселение            | 3,973                 | 197,65        | село Ершичи            |
| Беседковское сельское поселение         | 0,444                 | 121,97        | деревня Литвиновка     |
| Воргинское сельское поселение           | 1,231                 | 13,93         | село Ворга             |
| Егоровское сельское поселение           | 0,300                 | 79,89         | деревня Егоровка       |
| Кузьмичское сельское поселение          | 0,629                 | 79,44         | деревня Кузьмичи       |
| Поселковское сельское поселение         | 0,354                 | 113,25        | деревня Посёлки        |
| Руханское сельское поселение            | 1,057                 | 146,33        | деревня Рухань         |
| Сеннянское сельское поселение           | 0,300                 | 61,31         | деревня Лужная         |
| Сукромлянское сельское поселение        | 0,343                 | 109,16        | деревня Сукромля       |

## Населённые пункты
В Ершичском районе 79 сельских населённых пунктов.
| №  | Населённый пункт  | Тип     | Население | Муниципальное образование      |
| -- | ----------------- | ------- | --------- | ------------------------------ |
| 1  | Беловщина         | деревня | 6         | Кузьмичское сельское поселение |
| 2  | Беседка           | деревня | 11        | Кузьмичское сельское поселение |
| 3  | Благодать         | деревня | 7         | Руханское сельское поселение   |
| 4  | Блинные Кучи      | деревня | 86        | Ершичское сельское поселение   |
| 5  | Бобрывец          | деревня | 0         | Кузьмичское сельское поселение |
| 6  | Большая Язовка    | деревня | 9         | Кузьмичское сельское поселение |
| 7  | Бояркино          | деревня | 29        | Руханское сельское поселение   |
| 8  | Будище            | деревня | 1         | Кузьмичское сельское поселение |
| 9  | Василевка         | деревня | 0         | Кузьмичское сельское поселение |
| 10 | Верховая          | деревня | 16        | Кузьмичское сельское поселение |
| 11 | Ворга             | село    | 1123      | Воргинское сельское поселение  |
| 12 | Высокая Слобода   | деревня | 16        | Ершичское сельское поселение   |
| 13 | Высокий Борок     | деревня | 31        | Кузьмичское сельское поселение |
| 14 | Глухари           | деревня | 4         | Руханское сельское поселение   |
| 15 | Доброносичи       | деревня | 10        | Кузьмичское сельское поселение |
| 16 | Дубровка          | деревня | 23        | Кузьмичское сельское поселение |
| 17 | Дубровка          | деревня | 4         | Кузьмичское сельское поселение |
| 18 | Дятловка          | деревня | 3         | Кузьмичское сельское поселение |
| 19 | Егоровка          | деревня | 126       | Руханское сельское поселение   |
| 20 | Ершичи            | село    | 3169      | Ершичское сельское поселение   |
| 21 | Жарики            | деревня | 12        | Руханское сельское поселение   |
| 22 | Жигаловка         | деревня | 0         | Кузьмичское сельское поселение |
| 23 | Жуковка           | деревня | 3         | Кузьмичское сельское поселение |
| 24 | Замощье           | деревня | 4         | Ершичское сельское поселение   |
| 25 | Карды             | деревня | 132       | Руханское сельское поселение   |
| 26 | Карповка          | деревня | 97        | Кузьмичское сельское поселение |
| 27 | Кирпичного Завода | посёлок | 5         | Кузьмичское сельское поселение |
| 28 | Колечье           | деревня | 5         | Руханское сельское поселение   |
| 29 | Корсики           | деревня | 164       | Руханское сельское поселение   |
| 30 | Краснозаборье     | деревня | 0         | Кузьмичское сельское поселение |
| 31 | Крестовая         | деревня | 39        | Руханское сельское поселение   |
| 32 | Кузьмичи          | село    | 359       | Кузьмичское сельское поселение |
| 33 | Курщина           | деревня | 0         | Руханское сельское поселение   |
| 34 | Лесозавода        | посёлок | 0         | Ершичское сельское поселение   |
| 35 | Литвинова Буда    | деревня | 29        | Кузьмичское сельское поселение |
| 36 | Литвиновка        | деревня | 96        | Кузьмичское сельское поселение |
| 37 | Ломня             | деревня | 44        | Ершичское сельское поселение   |
| 38 | Лопатище          | деревня | 18        | Кузьмичское сельское поселение |
| 39 | Лужная            | деревня | 111       | Кузьмичское сельское поселение |
| 40 | Лычники           | деревня | 6         | Руханское сельское поселение   |
| 41 | Макаровка         | деревня | 45        | Ершичское сельское поселение   |
| 42 | Малая Язовка      | деревня | 85        | Кузьмичское сельское поселение |
| 43 | Малый Бобрывец    | деревня | 13        | Кузьмичское сельское поселение |
| 44 | Мацилевка         | деревня | 13        | Кузьмичское сельское поселение |
| 45 | Медведовка        | деревня | 48        | Ершичское сельское поселение   |
| 46 | Николаевка        | деревня | 6         | Кузьмичское сельское поселение |
| 47 | Никулино          | деревня | 2         | Кузьмичское сельское поселение |
| 48 | Новая Мацилевка   | деревня | 0         | Кузьмичское сельское поселение |
| 49 | Новая Сенная      | деревня | 22        | Кузьмичское сельское поселение |
| 50 | Ново-Троицкое     | деревня | 0         | Руханское сельское поселение   |
| 51 | Первомайский      | посёлок | 97        | Руханское сельское поселение   |
| 52 | Петраково         | деревня | 17        | Руханское сельское поселение   |
| 53 | Петровка          | деревня | 1         | Руханское сельское поселение   |
| 54 | Пехтери           | деревня | 6         | Кузьмичское сельское поселение |
| 55 | Пожарь            | деревня | 5         | Кузьмичское сельское поселение |
| 56 | Половитня         | деревня | 20        | Ершичское сельское поселение   |
| 57 | Поляковка         | деревня | 1         | Ершичское сельское поселение   |
| 58 | Помозовка         | деревня | 0         | Кузьмичское сельское поселение |
| 59 | Посёлки           | деревня | 110       | Кузьмичское сельское поселение |
| 60 | Пустая Буда       | деревня | 29        | Кузьмичское сельское поселение |
| 61 | Ржавец            | деревня | 26        | Кузьмичское сельское поселение |
| 62 | Ровки             | деревня | 4         | Кузьмичское сельское поселение |
| 63 | Ростынка          | деревня | 35        | Руханское сельское поселение   |
| 64 | Рудня             | деревня | 17        | Ершичское сельское поселение   |
| 65 | Рухань            | деревня | 220       | Руханское сельское поселение   |
| 66 | Свиридовка        | деревня | 0         | Руханское сельское поселение   |
| 67 | Семеновка         | деревня | 0         | Руханское сельское поселение   |
| 68 | Скоторж           | деревня | 26        | Руханское сельское поселение   |
| 69 | Сморкачи          | деревня | 3         | Кузьмичское сельское поселение |
| 70 | Сосонки           | деревня | 23        | Ершичское сельское поселение   |
| 71 | Старая Сенная     | деревня | 4         | Кузьмичское сельское поселение |
| 72 | Старина           | деревня | 28        | Руханское сельское поселение   |
| 73 | Сукромля          | деревня | 216       | Руханское сельское поселение   |
| 74 | Танино            | деревня | 93        | Ершичское сельское поселение   |
| 75 | Телюковка         | деревня | 9         | Кузьмичское сельское поселение |
| 76 | Тросно-Ивакино    | деревня | 6         | Руханское сельское поселение   |
| 77 | Тросно-Исаево     | деревня | 74        | Руханское сельское поселение   |
| 78 | Ходынка           | деревня | 0         | Руханское сельское поселение   |
| 79 | Шадога            | деревня | 0         | Кузьмичское сельское поселение |

## Экономика
Наиболее значимые отрасли промышленного производства — это обработка древесины, производство пищевых продуктов, текстильное и швейное производство. Ведущей отраслью в обрабатывающих производствах занимает филиал ООО «Стеклозавод Ворга».

## Транспорт
Связь с областным центром осуществляется по автомагистралям через г. Рославль. Ближайшая железнодорожная станция Понятовка находится в 25 км от с. Ершичи на железнодорожной ветке «Москва—Могилев».

## Люди связанные с районом

### Известные личности
- Федченков, Егор Егорович — полный кавалер Ордена Славы (деревня Тросна-Ивакино)

### Герои Советского Союза
- Бояринов, Григорий Иванович (деревня Сукромля)

### Герои Социалистического Труда
- Прудников, Фёдор Михайлович (деревня Тросна-Ивакино)
- Дерябин, Борис Анатольевич (деревня Верховая)